# Лабитнанги
Лабитнанги (рус. Лабытнанги) град је у Русији у Јамало-Ненецији. Према попису становништва из 2010. у граду је живело 26936 становника.

## Становништво
| 1959. | 1970. | 1979.  | 1989.  | 2002.  | 2010.  |
| ----- | ----- | ------ | ------ | ------ | ------ |
| 5.220 | 9.190 | 17.667 | 31.501 | 27.304 | 26.936 |